# Sette pietre per tenere il diavolo a bada
Sette pietre per tenere il diavolo a bada è l'ottavo album di Cesare Basile (il settimo in studio), prodotto dalla Urtovox e uscito nel 2011.

## Descrizione
La lavorazione del disco inizia nel luglio 2010, quando Basile, dopo anni di lavoro nelle vesti di produttore e autore in giro per l'Italia, si ritrova al Monopattino Studio di Sorrento per dare corpo, insieme ai collaboratori storici Guido Andreani e Luca Recchia, a Sette pietre per tenere il diavolo a bada. In questo disco Basile rimette ancora una volta in discussione il proprio stile e la propria scrittura, realizzando un lavoro minimale e allo stesso tempo ricco di interventi, una discesa nella Sicilia più profonda, sguardi su un mondo che non smette di affascinare l'artista catanese alla continua ricerca di linguaggi e dettagli.
Il disco viene presentato in prima battuta esclusivamente con un lungo tour siciliano, l'”Ovunque in Sicilia tour”, che tocca ogni angolo della ritrovata isola e serve a promuovere l'Arsenale, Federazione Siciliana delle Arti e della Musica, di cui Cesare Basile è fra i principali promotori.

## Tracce
1. L'ordine del sorvegliante
2. Il sogno della vipera
3. L'impiccata
4. Strofe della guaritrice
5. Er Alavò
6. Elon Lan Ler
7. Sette Spade
8. Lo scroccone di Cioran
9. La sicilia avi un patruni
10. Questa notte l'amore a Catania
11. L'ordine del sorvegliante (alternative version) (Bonus Track)